# Cleistesiopsis
Cleistesiopsis är ett släkte av orkidéer. Cleistesiopsis ingår i familjen orkidéer.
Kladogram enligt Catalogue of Life:
| Cleistesiopsis | \| \| Cleistesiopsis bifaria \| \| \| \| \| \| Cleistesiopsis divaricata \| \| \| \| \| \| Cleistesiopsis oricamporum \| \| \| \| |
|                | \| \| Cleistesiopsis bifaria \| \| \| \| \| \| Cleistesiopsis divaricata \| \| \| \| \| \| Cleistesiopsis oricamporum \| \| \| \| |
|                | Cleistesiopsis bifaria |
|                | |
|                | Cleistesiopsis divaricata |
|                | |
|                | Cleistesiopsis oricamporum |
|                | |

## Bildgalleri

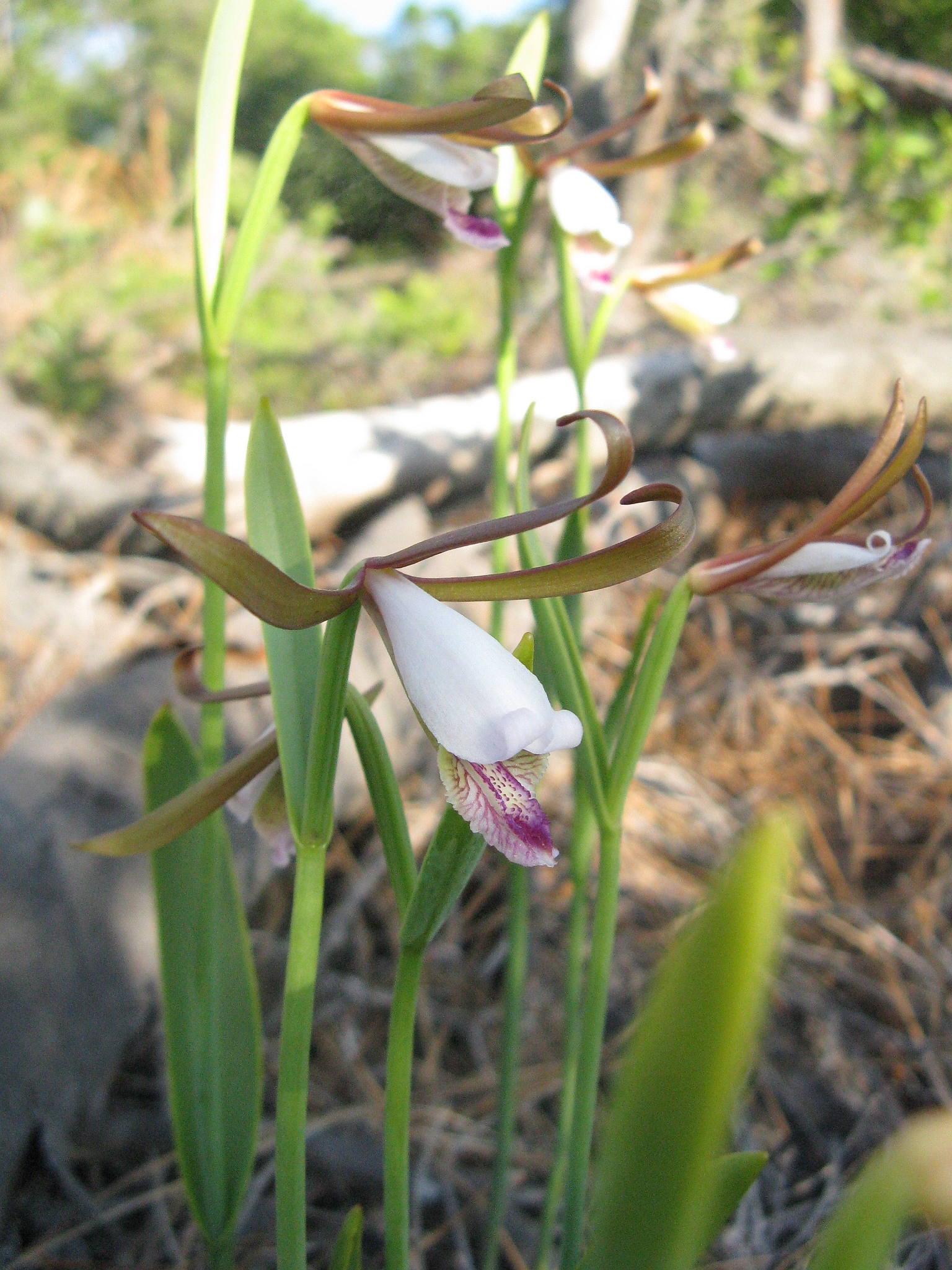